# Goya (1971)
Goya ist eine Verfilmung des gleichnamigen Romans von Lion Feuchtwanger durch Konrad Wolf aus dem Jahr 1971.

Wappen der Inquisition am Set

## Handlung
Der Maler Francisco de Goya kommt durch seine Begabung und seine schöpferische Kraft zu Ansehen und Wohlstand. Seine Auftraggeber stammen aus den bedeutendsten Häusern Madrids und so gelangt er allmählich an den Königshof Karls IV. In leidenschaftlicher Liebe fühlt er sich zu der Herzogin Alba hingezogen und hasst gleichzeitig die dekadente Aristokratin in ihr. Er glaubt an den König und die Kirche, genießt seine Stellung bei Hofe. Sein Mitarbeiter und Freund Esteve zeigt ihm die Widersprüchlichkeit dieser abgeschlossenen Welt und führt ihn zu den einfachen Leuten des Landes. In einer Madrider Taverne begegnet er der Sängerin Maria Rosario; später muss er miterleben, wie sie von der Inquisition verurteilt wird. Von dem Lied, das Maria als Beweis ihrer Schuld vortragen muss, ist er tief erschüttert. Je weiter er in das Leben des Volkes eindringt, daraus Motive für seine Kunst schöpft, desto größer wird seine innere Pein angesichts der Zustände im Land. Seine Beziehung zur Alba gewinnt an Selbstzerstörung und so erleidet er einen Hörsturz. Er kehrt dem Hof den Rücken und reist vollkommen taub in sein Heimatdorf in Aragonien zu seiner Mutter. Mit Hilfe seines Gefährten Esteve findet er zurück zu seiner Arbeit, welche ihn in eine innere Abkehr von den Werten der Gesellschaft und der Kirche führt. Er wird geplagt von Dämonen, die er in deren Taten und deren gesellschaftlichem Einfluss wiedererkennt und die so in sein Werk einfließen. Er gerät selbst in die Fänge der Inquisition; der Großinquisitor beschwört ihn, diesen Gedanken abzusagen. Goya ist aber verfestigt im Glauben, dass das Elend und der Schrecken durch die Umstände selbst entstehen, und bleibt von der Wahrheit seiner Bilder überzeugt. Er wählt das Exil.

## Hintergrund
Gedreht auf 70 mm, zweiteilig, über ein Jahr Vorbereitungszeit, 3000 Kostüme, Waggonladungen von Requisiten, elf Monate Dreharbeiten von September 1969 bis August 1970, Drehorte in Jugoslawien (Dubrovnik u. a.), Bulgarien, auf der Krim (Jalta), im Kaukasus, Schauspieler aus acht Ländern (die meisten spielten in ihrer Muttersprache), zwei Sprachfassungen (russisch und deutsch), Musikaufnahmen in Leningrad, Synchronarbeiten in Berlin-Johannisthal.
Ursprünglich war Kurt Böwe für die Titelrolle vorgesehen, musste aber dem international bekannteren sowjetischen Schauspieler Banionis weichen, damit der Film als Gemeinschaftsproduktion mit der Sowjetunion nicht verboten werden konnte. Als „Ersatz“ durfte er ihn synchronisieren und im Nachfolgefilm Der nackte Mann auf dem Sportplatz (der als leichtere, gegenwärtigere Variation des gleichen Themas gilt) die Hauptrolle übernehmen. Wolfgang Kieling war zur Zeit der Synchronarbeit bereits wieder in die Bundesrepublik zurückgegangen, weshalb er von Hans-Dieter Leinhos synchronisiert wurde.
Es wird das Lied Winde des Volkes tragen mich u. a. am Ende des Films gesungen, welches auf einem Gedicht von Miguel Hernández beruht. Dies Gedicht wurde während des Spanischen Bürgerkrieges gedichtet und passt nun wieder in die Zeit Goyas und des Spanischen Unabhängigkeitskrieges. Außerdem werden zum Ende noch zwei Bilder Goyas eingeblendet (Der Koloss (1810) und der Freiballon (1818/1819)).

## Kritiken
„Aufwendige deutsch-sowjetische Co-Produktion mit künstlerisch teilweise vorzüglichen Szenen, doch insgesamt infolge ideologisch unreflektierter Charakterisierungen auch nicht ganz zutreffend und psychologisch wenig überzeugend.“

## Auszeichnungen
- Nationalpreis I. Klasse: Angel Wagenstein (1971)
- VII. Internationale Filmfestspiele Moskau (1971): Spezialpreis der Jury
- Kunstpreis der DDR (1971): Donatas Banionis, Rolf Hoppe, Fred Düren
- Nationalpreis I. Klasse (1971): Konrad Wolf, Werner Bergmann, Konstantin Ryshow, Wladimir Sinilo[4]